# Clitocybe suaveolens
Clitocybe suaveolens är en svampart som först beskrevs av Heinrich Christian Friedrich Schumacher, och fick sitt nu gällande namn av Paul Kummer 1871. Clitocybe suaveolens ingår i släktet Clitocybe och familjen Tricholomataceae.   Inga underarter finns listade i Catalogue of Life.